# Costa Loubet

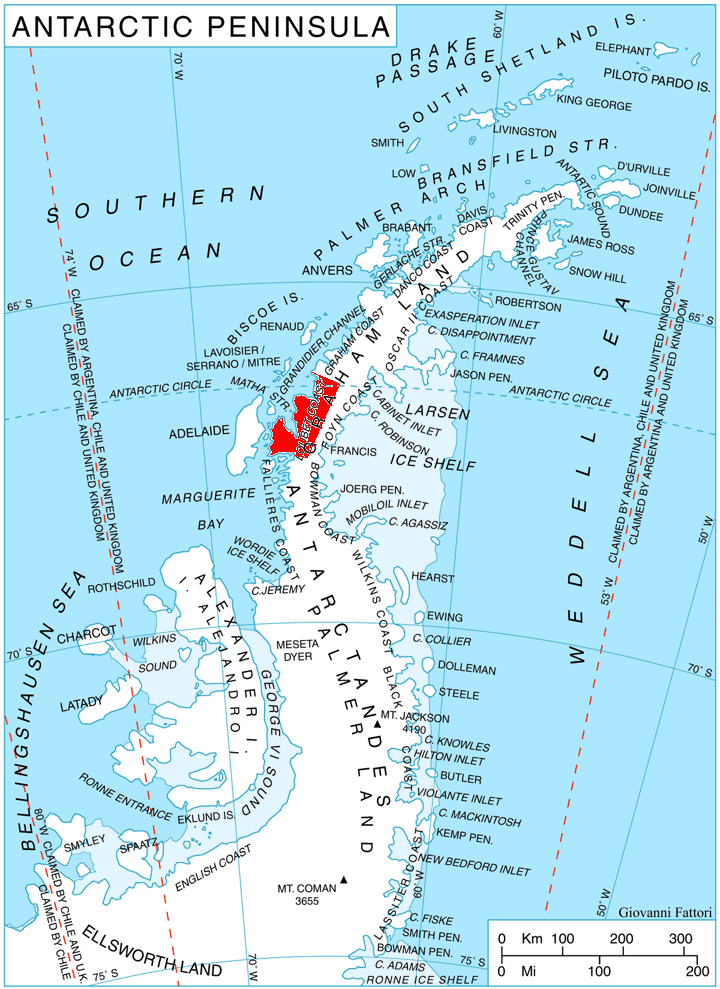
Localización de la costa Loubet.

La costa Loubet (del inglés: Loubet Coast) es la porción de la costa oeste de la península Antártica (Tierra de Graham), entre el cabo Bellue (66°18′S 65°54′O / -66.300, -65.900), límite con la costa de Graham, y el seno o fiordo Bourgeois (67°40′S 67°05′O / -67.667, -67.083), que la separa de la costa Fallières. 
Se ubica frente a las islas Biscoe y a la isla Adelaida (o Belgrano), de las cuales las separa el canal Grandidier. Los Antartandes separan a la costa Loubet de la costa Foyn, ubicada del lado oriental de la península Antártica.
La costa Loubet fue descubierta en enero de 1905 por la Expedición Antártica Francesa liderada por Jean-Baptiste Charcot en el barco Pourquoi-Pas, quien la nombró en honor del presidente de Francia, Emile Loubet.

## Reclamaciones territoriales
La Argentina incluye a la costa Loubet en el Departamento Antártida Argentina dentro de la Provincia de Tierra del Fuego, Antártida e Islas del Atlántico Sur; para Chile forma parte de la Comuna Antártica de la Provincia Antártica Chilena dentro de la Región de Magallanes y de la Antártica Chilena; y para el Reino Unido integra el Territorio Antártico Británico. Las tres reclamaciones están restringidas por los términos del Tratado Antártico.
Nomenclatura de los países reclamantes:
- Argentina: -
- Chile: Costa Loubet
- Reino Unido: Loubet Coast